# St. Sebastian (Vestenberg)

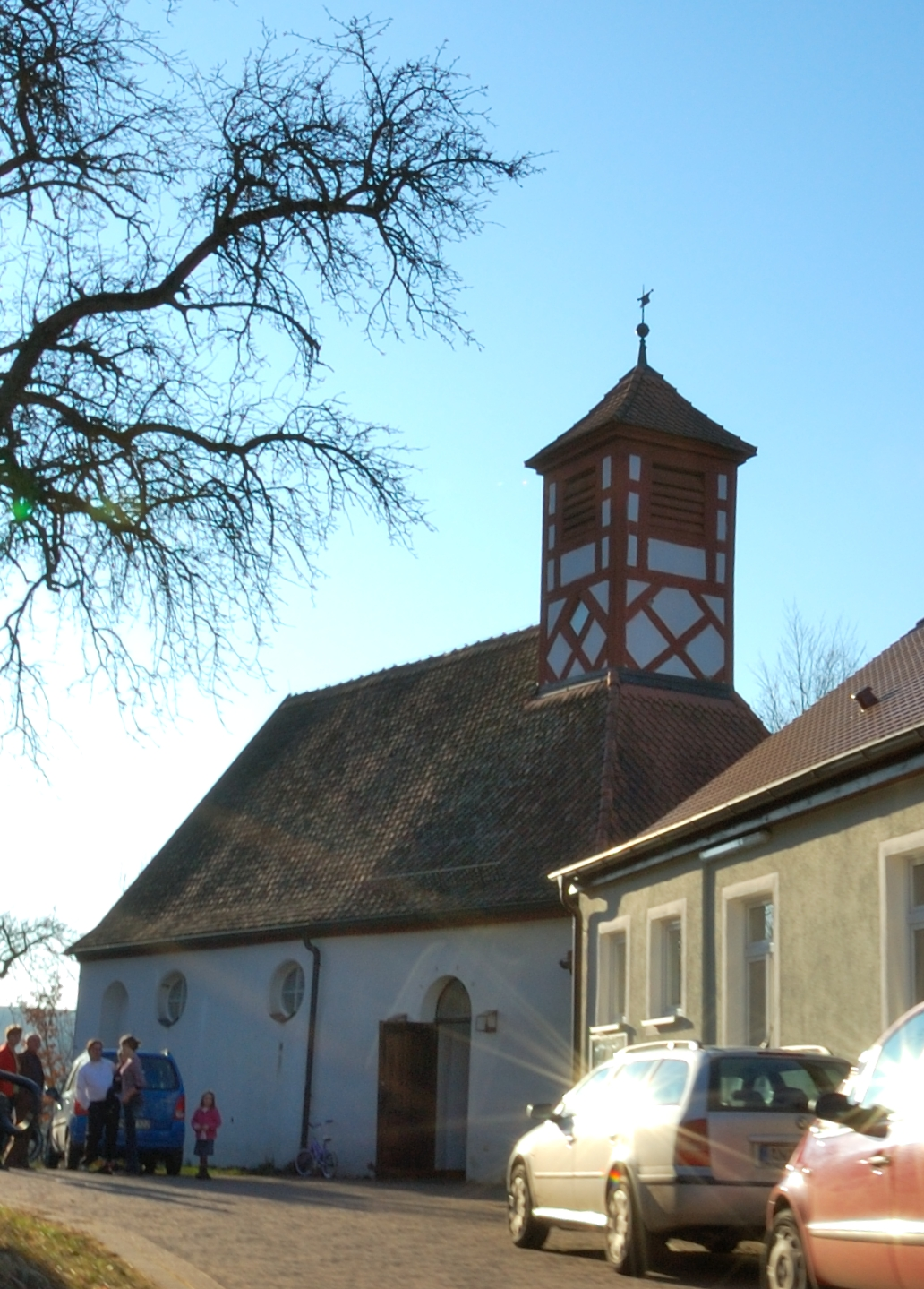
St. Sebastian, Südseite

St. Sebastian war eine nach dem heiligen Sebastian benannte Kapelle in Vestenberg, die heute als Gemeindehaus genutzt wird.
1465 stiftete Conrad von Eyb, dem damaligen Schlossherrn von Vestenberg, ein Beneficium zur Abhaltung der Messe. Für diesen Zweck baute dieser 1466 die Schlosskapelle, die eine Eigenkirche der Herren von Vestenberg war. Aus der Erbauungszeit stammt wohl noch die zugemauerte Gruft der Herren von Eyb. Das heute erhaltene Langhaus entstand wohl im 18. Jahrhundert. Der Saalbereich hat einen rechteckigen, der anschließende Chorraum einen trapezförmigen Grundriss. Daran schließt sich ein Sakristeibau aus Fachwerk an. An der Süd- und Nordseite gibt es Rundbogenfenster, die teilweise zugemauert wurden (nach 1958) und Ovalfenster. An der Südseite befindet sich ein Rundbogenportal. Das Langhaus schließt mit einem Satteldach ab, das an der Ostseite abgewalmt ist. An der Ostseite ist ein Glockentürmchen aus Fachwerk als Dachreiter aufgepflanzt. Er hat einen quadratischen Grundriss und ein Pyramidendach, auf dem eine Wetterfahne angebracht ist.
Seit dem Bau der St. Laurentiuskirche im Jahr 1891 wurde die Kapelle zum Schulhaus umgebaut. Die Innenausstattung  wurde teilweise in der neuen Kirche übernommen, so ein Kruzifix des 18. Jahrhunderts, das dort über dem im Chor befindlichen Hochaltar steht. Des Weiteren wurde das Altarbild (ein Ölgemälde der Auferstehung Christi, gerahmt von toskanischer Säulenarchitektur mit Dreiecksgiebel von 1829) und der Sakristeitisch (achteckige Marmorplatte in Holzrahmen mit Einlegearbeit, wohl 1. Hälfte des 19. Jahrhunderts) übernommen, die heute beide in der Sakristei stehen, und zwei Epitaphien der Familie Eyb (16. Jahrhundert), die heute im Turmgeschoss untergebracht sind.
1991 wurde die Kapelle zu einem Gemeindehaus umgestaltet.